# Иркутское (озеро)
Иркутское — пресное озеро подпрудного типа в правобережье нижнего течения реки Амур на востоке Ульчского района Хабаровского края России.
Название дано по уже не существующему селу Иркутское, которое образовали в Ульчском районе Хабаровского края переселенцы из Иркутской губернии еще в XIX веке.
Озеро Иркутское находится на высоте 4,2 м над уровнем моря, имеет удлинённую прямоугольную форму, вытянутую с северо-востока на юго-запад на 7,3 км и шириной до 2,2 км в центральной части. Площадь составляет 13,9 км². Площадь водосборного бассейна — 827 км². Глубина до 2,3 м. На юго-западе соединяется с низовьем реки Амур (протокой Новый Амур) двумя протоками. На северо-востоке в озеро впадает река Пото. Берега озера слабо изрезаны, покрытые лесом (лиственница, пихта, осина, ель), заболоченные у вытекающих проток и покрытые луговой растительностью при впадении реки Пото.
В 2016 году у администрации края имелись планы по созданию природного памятника регионального значения «Озеро Иркутское» площадью 4000 гектаров.
Озеро богато рыбой, в нём обитают ленок, хариус, сазан, карась, щука. В бассейне озера зарегистрировано 156 видов птиц, среди которых краснокнижный белоплечий орлан, а также 45 видов млекопитающих.
Код водного объекта в государственном водном реестре — 20030900211118100001684.